# 2282 Андрес Белло
2282 Андрес Белло (1974 FE, 1931 AC1, 1951 EH2, 1962 QC, 1974 HO, 1979 YL, 2282 Andrés Bello) — астероїд головного поясу, відкритий 22 березня 1974 року.
Тіссеранів параметр щодо Юпітера — 3,654.